# 100 km (rejon gatczyński)
100 km (ros. 100 км) – przystanek kolejowy w pobliżu osiedla dacz, w rejonie gatczyńskim, w obwodzie leningradzkim, w Rosji. Położony jest na linii Petersburg – Newel – Witebsk.